# Briest (Wust-Fischbeck)
Briest ist ein Ortsteil der Gemeinde Wust-Fischbeck im Landkreis Stendal in Sachsen-Anhalt.

## Geografie
Briest, ein kleines Dorf mit Kirche, liegt sieben Kilometer östlich der Stadt Jerichow an der Grenze zu Brandenburg, die 1½ Kilometer nordöstlich und 2½ Kilometer östlich verläuft.
Nachbarorte sind Klein Mangelsdorf im Westen, Melkow im Nordwesten, Sydow im Nordosten und Großwulkow im Süden.

## Geschichte

### Mittelalter bis Neuzeit
Bereits 946 wird der Ort als Priecipini in der Übereignungsurkunde von Otto I. an das Bistum Havelberg erwähnt. Diese Stiftungsurkunde des Bistums Havelberg gilt als eine Fälschung des Mittelalters, daher interpretiert Fritz Curschmann den Namen 1145 Pricipini in einer Urkunde des Bistums Havelberg als erste Erwähnung von Briest. Weitere Nennungen sind 1240 Brist und Briesit.
Die Burg war Stammsitz des gleichnamigen Adelsgeschlechts von Briest.

### Herkunft des Ortsnamens
Aleksander Brückner deutet den Namen als altslawisch brêza für „Birke“, also „Birkenort“.

### Eingemeindungen
Briest gehörte früher zum zweiten Distrikt im Jerichowschen Kreis im Norden des Herzogtums Magdeburg. 1816 kam es zum Kreis Jerichow II, dem späteren Landkreis Jerichow II in der preußischen Provinz Sachsen, der ab dem 15. Juni 1950 Landkreis Genthin hieß.
Am 20. Juli 1950 wurde die bis dahin eigenständige Gemeinde Biest nach Sydow eingemeindet.
Am 15. Februar 1954 kam der Ortsteil Briest durch die Eingemeindung von Sydow zur Gemeinde Wust, Seit dem 1. Januar 2010 gehört der Ortsteil zur Gemeinde Wust-Fischbeck.

### Einwohnerentwicklung
| Jahr | Einwohner |
| ---- | --------- |
| 1782 | [00]078   |
| 1818 | [00]090   |
| 1840 | [00]117   |
| 1864 | [00]111   |
| 1867 | 094       |
| 1871 | 104       |

| Jahr | Einwohner |
| ---- | --------- |
| 1905 | 092       |
| 1910 | 101       |
| 1925 | 104       |
| 1933 | 096       |
| 1939 | 087       |
| 1946 | 145       |

| Jahr | Einwohner |
| ---- | --------- |
| 2014 | 43        |
| 2017 | 41        |
| 2018 | 45        |
| 2019 | 39        |
| 2020 | 40        |
| 2021 | 45        |

| Jahr | Einwohner |
| ---- | --------- |
| 2022 | [0]46     |

Quellen: 1867 bis 1946 Unterlagen der Volkszählung

## Religion
Die evangelische Kirchengemeinde Briest, die früher zur Pfarrei Groß-Wulkow bei Jerichow an der Elbe gehörte, wird betreut vom Pfarrbereich Jerichow im Kirchenkreis Stendal im Propstsprengel Stendal-Magdeburg der Evangelischen Kirche in Mitteldeutschland.
Die ältesten überlieferten Kirchenbücher für Briest stammen aus dem Jahre 1851, ältere Einträge finden sich bei Groß Wulkow.
Die katholischen Christen gehören zur Pfarrei St. Elisabeth in Tangermünde im Dekanat Stendal im Bistum Magdeburg.

## Kultur und Sehenswürdigkeiten
Die evangelische Dorfkirche Briest, um das Jahr 1300 als frühgotische turmlose Kapelle erbaut, steht im Mittelpunkt des Dorfes. Wahrscheinlich wurde sie im 17. oder 18. Jahrhundert vergrößert und mit einem Turm versehen. Der Turm diente 1945 als Artilleriebeobachtungspunkt und wurde stark zerstört. 1949 konnte die Kirchengemeinde den Turm unter großen Anstrengungen wieder aufbauen.
Seit dem Jahre 1986 befindet sich in der Kirche die Marionettenbühne „Märchenvogel“ der evangelischen Kirchengemeinden Wulkow/Wust.
Zweimal jährlich, zu Ostern und am ersten Advent, gibt es öffentliche Vorstellungen. Ansonsten sind es Gruppen aus dem ganzen Land, die zum Märchenspiel oder zu einer Puppen-Präsentation nach Briest kommen.

## Verkehrsanbindung
- Die L 33 führt durch den Ort.
- Es verkehren Linienbusse und Rufbusse von stendalbus.[28]